# 新宁郡 (东晋)
新宁郡，中国古代的郡。
东晋永和七年（351年）析苍梧县置，属广州，治所在临允县（今广东新兴县南）。南朝宋移治南兴县（今广东新兴县东北），南齐移治博林县（今广东高要市西南），南梁移治新兴县（今属广东）。辖境相当今广东省肇庆市高要区西南及新兴县地。隋文帝开皇时废新宁郡。